# Charlotte Kiekeboe
Charlotte Kiekeboe is een personage uit de stripreeks De Kiekeboes. Ze is de vrouw van hoofdpersonage Marcel Kiekeboe. In het oudste Kiekeboe-verhaal, nog vóór "De Wollebollen", heette ze nog Sofie. Sindsdien heet ze Charlotte. Ze is jarig op 16 juli.

## Personage
In de eerste albums was Charlotte nog een vrij statisch personage. Ze was een verlegen, angstig en erg nogal onzeker personage, in contrast met haar veel zelfverzekerde dochter Fanny Kiekeboe. Charlotte miste een echte persoonlijkheid tot het album Het lot van Charlotte, waarin ze de sleur in haar leven zo beu is dat ze tijdelijk Kiekeboe verlaat. Ze begint een nieuwe baan en heeft kortstondig een latrelatie met haar man. Als ze aan het einde van het album weer terugkeert staat ze wel méér op haar strepen. Sindsdien is een veel zelfverzekerder, assertiever en onafhankelijker figuur die haar mannetje kan staan. Haar kleding geeft dit symbolisch weer; de jurk die ze in de oudste verhalen droeg maakt plaats voor een broek. In De een zijn dood ontpopt ze zich tot een ware heldin. Ze heeft samen met Fanny een zelfverdedigingscursus ("Blijf van mijn lijf") gedaan, wat haar geregeld van pas komt, bijvoorbeeld in de albums Drie bollen met slagroom en De Heeren van Scheurbuyck. Ook voert ze af en toe bijbaantjes uit voor het uitzendbureau van Alain Provist.
Verder is ze vrij snel jaloers, onder meer wanneer Kiekeboe een oogje heeft laten vallen op Mona in Het witte bloed en wanneer Kiekeboe denkt dat hij een buitenechtelijke dochter heeft (Blond en BlauW).

## Jeugd en familie
Over Charlottes familie weten we niet zo veel. Een van haar middeleeuwse voorouders heette Jonkvrouw Morphine (De Heeren van Scheurbuyck). Charlottes neef, Lex Tok, had connecties met de maffia en werd door hen vermoord (De hoofdzaak). In De anonieme smulpapen spreekt Konstantinopel over zijn "oom Piet" en aangezien Marcel Kiekeboe enig kind is zou dit logischerwijs hoogstwaarschijnlijk mogelijk een broer van Charlotte kunnen zijn. In Drie bollen met slagroom overlijdt haar tante Annie, en kan ze een ijssalon opstarten met het geërfde geld. In Schatjes op zolder blijkt dat ze ook een rijke en preutse oom Felix heeft.
Een van Charlottes ex-vriendjes was de Australiër Snoop Winckel (Het boemerangeffect).
In het album De getatoeëerde mossel werd Charlotte tijdelijk lid van een sekte: de Sun-sekte.